# Bahna (okręg Bacău)
Bahna – wieś w Rumunii, w okręgu Bacău, w gminie Pârgărești. W 2011 roku liczyła 579 mieszkańców.